# Тітілопа Гбемісола Акоса
Тітілопа Гбемісола Акоса, відома як Тітілопа Акоса, (нар. в Лагосі, Нігерія) — нігерійська екологинч, захисниця кліматичної справедливості, юристка, правозахисниця, експертка із гендерних питань та соціальної політики. Вона є засновницею та виконавчим директором неурядової організації сталого розвитку «Центр проблем 21-го століття» (C21st). Вона очолює юридичну фірму Titi Akosa & Co Nigeria. У 2015 році вона була речницею від імені жінок та гендерних неурядових організацій на Паризькій кліматичній угоді 2015 року на тему «На шляху до ґендерно чутливого зеленого кліматичного фонду в Африці».

## Раннє життя та освіта
Тітілопа Нгозі Акоса народилася і виросла в штаті Лагос, Нігерія. У ранньому віці вона відвідувала початкову та середню школу в штаті Лагос. Під час свого перебування в штаті Лагос вона вступила до університету для отримання післясередньої освіти. Акоса закінчила Університет штату Лагос (Нігерія), де отримала ступінь бакалаврки права і адвокатки з Нігерійської юридичної школи в 1992 році. В 1996 році в Університеті Лагосу (Нігерії) вона отримала ступінь магістерки права. Тітілопа Акоса, яка закінчила юридичну освіту, є юристкою, який займається цивільними та кримінальними справами, а також є активною правозахисницею. Вона брала участь у різноманітних курсах та тренінгах, які включають; Курс асоційованого членства, Інститут арбітрів (Нігерія, квітень 2004 р.), Тренінг з моніторингу та оцінки, проведений у Ліберії Форумом африканських жінок-освітян (FAWE)(Кенія, серпенб 2006 р.).

## Кар'єра
Після закінчення навчання та покликання до нігерійської адвокатури Тітілопа Акоса почала працювати практикуючою адвокаткою. Далі вона разом з деякими своїми колегами відкрила юридичну фірму Titi Akosa & Co. Тітілопа працювала керівницею та тренеркою юридичної консультантки з прав людини та жінок, гендеру та зміни клімату. Акоса започаткувала у Нігерії  неурядову організацію сталого розвитку для кліматичної адвокації «Центр проблем 21-го століття» (C21st) та стала її координаторкою з проєктів.
Тітілопа також брала участь у проекті Міжнародного альянсу корінних племінних народів тропічних лісів у програмі під назвою «Мережа корінних народів задля змін» (IPNC), де вона контролювала та спостерігала за процесами модернізації та тим, як вони пов’язані з корінними народами. Вона розповіла, що її участь у програмі IPNC заслужила її зарахування до фахівчинь з питань корінних народів у Західній Африці.

## Адвокація
Наразі Тітілопа Акоса працює над ініціюванням проєктних пропозицій, збором коштів та щоденною роботою своєї організації. Вона також працює юридичною консультантокою та тренеркою для національних та міжнародних організацій як у Нігерії, так і за кордоном. Вона це робить, запускаючи інформаційно-пропагандистську кампанію щодо гендеру та зміни клімату. Тітілопа також сприяє та координує програми в рамках адвокаційної кампанії з навчання з розбудови спроможності для осіб, які приймають рішення, груп громадянського суспільства та інших відповідних зацікавлених сторін з питань охорони навколишнього середовища, гендеру та зміни клімату. Вона виступає за право на освіту дівчаток у Нігерії та за те, що нігерійський уряд повинен зробити все необхідне, щоб забезпечити звільнення зниклих дівчат Чібок і Дапчі, які були викрадені Боко Харам.
У 2009 році Тітілопа керувала дослідженням у співпраці з Міжнародним альянсом корінних і племінних народів тропічних лісів, Фондом Генріха Белля та іншими місцевими організаціями з метою проведення досліджень гендеру та зміни клімату. Це було зроблено для того, щоб надати емпіричні дані щодо включення гендеру в ініціативи щодо зміни клімату в Нігерії.